# Tallo

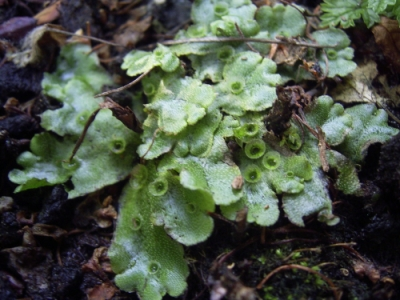
Tallo nella Marchantia polymorpha

Il tallo (dal greco ϑαλλός: "ramicello", "fronda"), in botanica, è il corpo vegetativo di organismi unicellulari, coloniali o anche pluricellulari. Il tallo si contrappone al cormo, corpo vegetativo delle piante superiori, che si presenta invece suddiviso in radici, fusto e foglie.
Gli organismi vegetali costituiti da un tallo erano classificati, quando si parlava di regno vegetale, come gruppo delle tallofite.  Tallofite sono le piante non vascolari, sono vegetali con organizzazione del corpo "a tallo" ("Tallofite"), cioè dotate di una struttura vegetativa semplice: Schizofite (batteri e alghe azzurre), Clorofite (alghe verdi) e Briofite (tra cui i muschi). Non hanno vasi per il trasporto della linfa grezza o elaborata. 
Nelle alghe il tallo può essere inquadrato in categorie sulla base della complessità che lo caratterizza:
- cenobio: definisce una colonia di aggregazione di cellule, dove il numero delle stesse può variare da poche unità 2, 4, o 8 (es. genere Chroococcus) a molte (es. genere Merismopedia). Le singole cellule del cenobio sono riunite in una matrice gelatinosa. È tipico di colonie di alghe unicellulari (Volvox è un classico esempio) dove le cellule intrattengono rapporti di continuità citoplasmatica, aprendo la strada verso l'evoluzione di veri organismi pluricellulari;
- tallo ad organizzazione tricale: dopo la divisione cellulare le cellule rimangono unite da plasmodesmi. Un esempio è Ulva lactuca.
- tallo ad organizzazione sifonocladale: quando l'alga è pluricellulare, ma ogni cellula è plurinucleata (es. Valonia e Caulerpa).
- talli eterotrichi: formati da intrecci di filamenti cellulari, come in Coleochaete.
- talli cormoidi: nei quali la complessità è tale da poter distinguere strutture analoghe a foglie (filloidi), fusti (cauloidi) e radici (rizoidi). Esempi di talli cormoidi si trovano tra le alghe rosse Antithamion, le alghe brune Laminaria, le alghe verdi Chara. Secondo molti botanici, anche i muschi sarebbero propriamente da considerare tallofite ad organizzazione cormoide.

Nei funghi si osservano diversi tipi di tallo, microscopico ed unicellulare in alcuni Chytridiomycota e nei lieviti, mentre nei funghi più evoluti il tallo è rappresentato da un micelio filamentoso.
Si distingue:
- tallo asettato: corpo vegetativo dei funghi Chytridiomycota e Zygomycota, caratterizzato da ife prive di setti;
- tallo settato: detto micelio settato, è tipico degli Ascomycota e Basidiomycota ed è costituito da ife settate. Le cellule fungine sono divise da pareti, detti setti, tra una cellula e l'altra; queste ife settate sono comunque cenocitiche (come le asettate) perché, nonostante la presenza del setto, può avvenire il passaggio del citoplasma o di altri organelli grazie alla presenza di strutture e sottili pori centrali posti nella parete dei setti.